# 테이킹 라이브즈
《테이킹 라이브즈》(영어: Taking Lives)는 미국에서 제작된 D. J. 커루소 감독의 2004년 심리 스릴러 영화이다. 앤젤리나 졸리, 이선 호크, 키퍼 서덜랜드 등이 출연하였고, 마크 캔턴 등이 제작에 참여하였다.
이 영화는 2004년 3월 19일 미국에서 워너 브라더스 픽처스에 의해 개봉되었으며 평단으로부터 대체로 부정 평가를 받았다.

## 줄거리
연방 수사국(FBI) 소속 범죄자 프로파일러 일리아나는 르클레르 경위의 요청으로 몬트리올 당국의 수사를 돕게 된다. 이들이 쫓는 연쇄 살인범은 북미 전역에 걸쳐 이동하면서 자신이 죽인 사람의 신원으로 살아가는 수법을 쓰고 있다.

## 출연진
- 앤젤리나 졸리 - 일리아나 스콧 역
- 이선 호크 - 마틴 애셔 / 제임스 코스타 역
- 키퍼 서덜랜드 - 크리스토퍼 하트 역
- 올리비에 마르티네즈 - 조제프 파케트 역
- 체키 카리오 - 르클레르 경위 역
- 장위그 앙글라드 - 에밀 뒤발 역
- 제나 롤런즈 - 리베카 애셔 역

## 기타 제작진
- 공동 제작: 앨런 C. 블롬퀴스트
- 배역: 데버라 어퀼라, 메리 트리샤 우드
- 미술: 톰 사우스웰
- 의상: 마리실비 더보

## 우리말 녹음
| SBS 성우진 (2009년 6월 13일) - 윤성혜 - 일리아나(앤젤리나 졸리) - 김영선 - 마틴/코스타(이선 호크) - 이상범 - 하트(키퍼 서덜랜드) - 권혁수 - 르클레르(체키 카리오) - 정승욱 - 파케트(올리비에 마르티네즈) - 엄태국 - 뒤발(장위그 앙글라드) - 안정현 - 리베카(제나 롤런즈) - 정소영 - 부검의(마리조제 크로즈) - 안용욱 - 매슈(저스틴 채트윈) - 민지 - 프랑스 리포터(브리지트 베다르) - 박웅선 - 모텔 주인(앨릭스 솔) | SBS 제작진 - 컴퓨터 그래픽 - 이승호 - CG - 한혜원 - 녹음 - 김흥배 - 종합 편집 - 장철 - CM운행·편집 - 백광제 - 번역 - 최일하 - 연출 - 배숙현 |  |